# Alexandre Pascal
Alexandre Charles Pascal est un homme politique français né le 9 juin 1751 à Grenoble (Isère) et décédé le 1er décembre 1818 à Grenoble.

## Biographie
Négociant à Voiron, administrateur du département puis conseiller général, il est député de l'Isère de 1802 à 1815.